# 大子漆
大子漆（だいごうるし）は、茨城県久慈郡大子町および栃木県那須郡那珂川町など周辺地域で採取される漆のことを言う。優良な漆液産地として知られ、近年の生産量は岩手県に次いで茨城県が全国第2位、栃木県が第3位である。

## 歴史
大子漆は、江戸時代には水戸藩二代藩主徳川光圀が漆を奨励し、農民の持ち高一石につき一本ずつを植えさせた。
この頃は塗料としての用途よりも、主に蝋燭に用いる蝋を採取するために植栽されていた。
明治に入ってからは蝋の需要が減少したことと、藩の保護や助成がなくなったことで産業として衰退していった。
しかし、昭和頃からは下瀬火薬を使った砲弾製造の軍需を中心に、塗料としての漆の需要が高まったため、県山林会により植林や講習会が開催されるなど、漆液生産が活発になり、1932年（昭和7年）5月の時点では、茨城県内のいずれも久慈郡に、以下の漆栽培組合と組合員数があった。
諸澤漆栽培組合（組合員13名）、西野内漆栽培組合（組合員11名）、上三ヶ草漆栽培組合（組合員15名）、諸澤第三区漆栽培組合（組合員27名）、北澤漆栽培組合（組合員12名）、西金漆栽培組合（組合員27名）、北吉澤上漆栽培組合（組合員13名）、吉ノ目漆栽培組合（組合員11名）、南田気漆栽培組合（組合員16名）、宿漆栽培組合（組合員15名）、大塩漆栽培組合（組合員32名）、所谷漆栽培組合（組合員14名）、北田気漆栽培組合（組合員19名）
戦後も漆器生産用の漆液需要が続き、1950年頃には西金・黒沢・大子などの各地区に組合が組織されて西金には約50名の漆掻きがいたが、その後は漆掻きの減少により各組合は解散した。
現在は大子町に10名程の漆掻きが活動していて、茨城・栃木の漆掻きが中心となり、植林などの活動を行う大子漆保存会が発足し、保護・伝承を行っている。
2014年、新たに休耕地を漆の植栽地にして大子漆の復興をすすめるため、大子町に拠点を置くNPO法人「麗潤館」が設立され、大子町の駅前に漆の館麗潤館を設置、その中に漆の資料館、漆のショールーム等を設け、大子漆の振興をはかる活動を開始した。
2014年4月5日には、確保した休耕地に230本の漆の苗木が植樹された。